# John Barrymore
John Barrymore (nato John Sidney Blyth; Filadelfia, 15 febbraio 1882 – Los Angeles, 29 maggio 1942) è stato un attore statunitense, noto per il suo fascino intrigante e carismatico.

## Biografia
Figlio d'arte, suo padre era il famoso attore Maurice Barrymore, mentre sua madre Georgiana, anche lei attrice, era sorella della star di Broadway, John Drew, Jr. e del popolare Sidney Drew. Ebbe una sorella e un fratello attori, gli altrettanto famosi Ethel e Lionel.
Dopo un periodo di lavoro come fumettista per un giornale di New York, debuttò sulle scene di Broadway nel 1903. In breve si fece conoscere quale eccellente interprete shakespeariano: la sua intensa e sofferta interpretazione dell'Amleto, che nel 1924 avrebbe portato a Londra con esito trionfale, rimane nella storia dello spettacolo.
Grazie alla sua avvenenza (ancora oggi è ricordato con il soprannome "il Grande Profilo") e a una straordinaria presenza scenica, nei primi anni venti divenne un divo del cinema muto: tutti suoi furono i ruoli di elegante e scapestrato amatore in pellicole quali, ad esempio, Beau Brummell (1924), di Harry Beaumont, Don Giovanni e Lucrezia Borgia (1926) di Alan Crosland e Nella tempesta (1928) di Sam Taylor. Fu anche incisivo in ruoli drammatici, come quello di Dr. Jekyll and Mr. Hyde (1920) di John Stuart Robertson, tratto dall'omonimo romanzo di Robert Louis Stevenson.
Grande seduttore anche nella vita, nonché avvezzo alla baldoria e all'abuso di alcolici, John Barrymore collezionò decine di flirt e storie d'amore con donne bellissime (tra queste, anche l'allora giovanissima Evelyn Nesbit). Si sposò quattro volte: dalla poetessa Michael Strange (nome d'arte di Blanche Oelrichs) ebbe la figlia Diana (morta nel 1960 per un'overdose di alcol e sonniferi), mentre dal matrimonio con l'attrice Dolores Costello nacque il figlio John Drew Barrymore (anche lui destinato a un'esistenza tormentata e segnata dall'alcol), padre a sua volta di Drew Barrymore, diva del cinema odierno.
L'avvento del cinema sonoro permise agli spettatori cinematografici di apprezzare le mille sfumature della voce profonda e suadente di Barrymore: fu impegnato sia nella commedia, tra cui Pranzo alle otto (1933) e Ventesimo secolo (1934), che nel dramma, come in Febbre di vivere (1932) e Ritorno alla vita (1933), anche se è nel dramma sentimentale che diede il suo meglio (fu indimenticabile come appassionato amante di Greta Garbo in Grand Hotel del 1932).
Sul finire degli anni trenta, Barrymore iniziò a risentire dell'abuso di alcolici e della vita sregolata, e la sua carriera negli ultimi anni si ridusse a partecipazioni straordinarie in film di livello sempre più modesto.
Ormai alcolizzato, si spense nel 1942, all'età di sessant'anni. È sepolto al Main Mausoleum di Los Angeles.

### Matrimoni
1. Katherine Corri Harris (1890-1927), attrice. Fu protagonista, nel 1918, del film The House of Mith. Si sposarono il 1º settembre 1910, divorziarono nel 1917.
2. Blanche Marie Louise Oelrichs (1890–1950). Sposati il 5 agosto 1920, divorziarono nel 1925. Dal matrimonio, nacque Diana Blanche Barrymore (1921-1960).
3. Dolores Costello (1903-1979), attrice e modella, protagonista nel 1941 di L'orgoglio degli Amberson. Si sposarono il 24 novembre 1928, divorziarono nel 1935. Ebbero due bambini, Dolores Ethel Mae Barrymore (nata nel 1930) e John Drew Barrymore (1932-2004) (attore e padre di Drew Barrymore).
4. Elaine Barrie (nata Elaine Jacobs, 1916-2003), attrice. Si sposarono il 9 novembre 1936, divorziarono nel 1940.

## Premi e riconoscimenti
Per il suo contributo all'industria cinematografica, gli venne assegnata una stella sulla Hollywood Walk of Fame al 6667 di Hollywood Blvd.

## Filmografia parziale
- The Dream of a Moving Picture Director, regia di Edwin Middleton (1912)
- The Widow Casey's Return - cortometraggio (1912)
- Just Pretending
- A Prize Package
- One on Romance, regia di Edwin Middleton (1913)
- An American Citizen, regia di J. Searle Dawley (1914)
- The Man from Mexico, regia di Thomas N. Heffron (1914)
- Are You a Mason?, regia di Thomas N. Heffron (1915)
- The Dictator, regia di Oscar Eagle (1915)
- The Incorrigible Dukane, regia di James Durkin (1915)
- Nearly a King, regia di Frederick A. Thomson (1916)
- The Lost Bridegroom, regia di James Kirkwood (1916)
- The Red Widow, regia di James Durkin (1916)
- Raffles, the Amateur Cracksman, regia di George Irving (1917)
- National Red Cross Pageant, regia di Christy Cabanne (1917)
- On the Quiet, regia di Chester Withey (1918)
- Here Comes the Bride, regia di John Stuart Robertson (1919)
- The Test of Honor, regia di John S. Robertson (1919)
- Dr. Jekyll and Mr. Hyde, regia di John Stuart Robertson (1920)
- The Lotus Eater, regia di Marshall Neilan (1921)
- Sherlock Holmes, regia di Albert Parker (1922)
- Lord Brummel (Beau Brummel), regia di Harry Beaumont (1924)
- Ben-Hur (Ben-Hur: A Tale of the Christ), regia di Fred Niblo (1925)
- Il mostro del mare (The Sea Beast), regia di Millard Webb (1926)
- Don Giovanni e Lucrezia Borgia (Don Juan), regia di Alan Crosland (1926)
- When a Man Loves, regia di Alan Crosland (1927)
- The Beloved Rogue, regia di Alan Crosland (1927)
- Tempest, regia di Sam Taylor (1928)
- La valanga (Eternal Love), regia di Ernst Lubitsch (1929)
- Rivista delle nazioni (The Show of Shows), regia di John G. Adolfi (1929)
- Il generale Crack (General Crack), regia di Alan Crosland (1930)
- The Man from Blankley's, regia di Alfred E. Green (1930)
- Moby Dick, il mostro bianco (Moby Dick), regia di Lloyd Bacon (1930)
- Svengali, regia di Archie Mayo (1931)
- Il diavolo sciancato (The Mad Genius), regia di Michael Curtiz (1931)
- Arsenio Lupin (Arsène Lupin), regia di Jack Conway (1932)
- Grand Hotel, regia di Edmund Goulding (1932)
- Giuro di dire la verità (State's Attorney), regia di George Archainbaud (1932)
- Febbre di vivere (A Bill of Divorcement), regia di George Cukor (1932)
- Rasputin e l'imperatrice (Rasputin and the Empress), regia di Richard Boleslawski (1932)
- Hamlet, Act I: Scenes IV and V, regia di Margaret Carrington, Robert Edmond Jones (1933)
- Topaze, regia di Harry d'Abbadie d'Arrast (1933)
- Notturno viennese (Reunion in Vienna), regia di Sidney Franklin (1933)
- Pranzo alle otto (Dinner at Eight), regia di George Cukor (1933)
- Volo di notte (Night Flight), regia di Clarence Brown (1933)
- Ritorno alla vita (Counsellor at Law), regia di William Wyler (1933)
- Long Lost Father, regia di Ernest B. Schoedsack (1934)
- Ventesimo secolo (Twentieth Century), regia di Howard Hawks (1934)
- Giulietta e Romeo (Romeo and Juliet), regia di George Cukor (1936)
- Primavera (Maytime), regia di Robert Z. Leonard (1937)
- Bulldog Drummond Comes Back, regia di Louis King (1937)
- Non ho ucciso! (Night Club Scandal), regia di Ralph Murphy (1937)
- La valigia infernale (Bulldog Drummond's Revenge), regia di Louis King (1937)
- La moglie bugiarda (True Confession), regia di Wesley Ruggles (1937)
- Il diamante fatale (Bulldog Drummond's Peril), regia di James P. Hogan (1938)
- Romance in the Dark, regia di H.C. Potter (1938)
- Maria Antonietta (Marie Antoinette), regia di W. S. Van Dyke (1938)
- Il falco del nord (Spawn of the North), regia di Henry Hathaway (1938)
- Hold That Co-ed, regia di George Marshall (1938)
- The Great Man Votes, regia di Garson Kanin (1939)
- La signora di mezzanotte (Midnight), regia di Mitchell Leisen (1939)
- The Great Profile, regia di Walter Lang (1940)
- La donna invisibile (The Invisible Woman) di A. Edward Sutherland (1940)
- World Premiere, regia di Ted Tetzlaff (1941)
- Playmates, regia di David Butler (1941)

### Film o documentari dove appare
- The Casting Couch, regia di John Sealey - video con filmati di repertorio (1995)

## Doppiatori italiani
- Sandro Ruffini in Pranzo alle otto, Giulietta e Romeo (riedizione)
- Ivo Garrani in Grand Hotel (riedizione), Pranzo alle otto (riedizione)
- Amilcare Pettinelli in Ventesimo secolo
- Emilio Cigoli in Primavera
- Mario Besesti in Maria Antonietta
- Mario Ferrari in La signora di mezzanotte
- Sergio Fantoni in Rasputin e l'imperatrice (riedizione)